# Iris notha
Iris notha är en irisväxtart som beskrevs av Friedrich August Marschall von Bieberstein. Iris notha ingår i släktet irisar, och familjen irisväxter. Inga underarter finns listade i Catalogue of Life.